# Virgen del libro (Botticelli)
Esta Virgen con el Niño, conocida con el nombre de Virgen del libro (en italiano, Madonna del libro), es una obra del pintor renacentista italiano Sandro Botticelli. Está ejecutada al temple sobre madera. Mide 58 centímetros de alto y 39,5 centímetros de ancho. Está datada hacia 1480-1482. Actualmente, se conserva en el Museo Poldi Pezzoli de Milán. 
La Virgen del libro es una obra extremadamente suave y bella, en la que María y el Niño están sentados en la esquina de una habitación, enfrente de una ventana. Se ven algunas palabras, mostrando que se trata de un libro de horas, las Horae Beatae Mariae Virginis. Las manos de la madre y del hijo tienen la misma actitud: la derecha abierta en un gesto parecido al de la bendición, y la izquierda cerrada. El Niño mira a su madre mientras esta, seria, no se sabe si mira al hijo o está absorta en la lectura del libro abierto sobre el que descansa su mano. 
Como símbolo de su futura Pasión, el Niño Jesús sostiene los tres clavos de la cruz así como la corona de espinas. Se trata de una representación frecuente en la iconografía cristiana.
Botticelli creó añadidos a la escena con gran amor hacia el detalle, y el conjunto de cajas y un cuenco con frutas exuberantes se parece mucho a un bodegón; las cerezas son una alusión al Paraíso. Las páginas del libro, los materiales y los velos transparentes tienen una increíble calidad táctil. Es un cuadro de gran equilibrio y sentido del color. Otro refinamiento de la pintura de Botticelli es la filigrana de oro con las que decora las ropas y los objetos. El uso de la cara pintura de oro fue el resultado de un acuerdo contractual que hizo con los clientes, que establecieron por escrito el precio de la pintura.
Esta obra recuerda a otras imágenes marianas que realizó con anterioridad al año 1470, influidas por Filippo Lippi, como la Virgen con el Niño y ángel del Spedale degli Innocenti (Florencia) o la Virgen de la Eucaristía, recordando por el tema a la Virgen del Magnificat. Tiene forma rectangular, lo cual es raro en la producción botticelliana posterior a los años 1470.
Este es uno de los cuadros de la Virgen realizados por Botticelli que más se ha difundido, por su sencilla aproximación devocional.
En esta Madonna, como en las demás de la larga serie que pintó Botticelli, puede verse un modelo de Virgen seria, meditabunda, abstraída en su propia belleza y actuando siempre con gran seriedad. Las Madonnas de Botticelli reflejan una relación más intelectual que afectuosa entre Madre e Hijo, a diferencia de lo que ocurre con las Vírgenes pintadas por Rafael Sanzio, que suelen mirar a su hijo y colaborar en sus juegos con una cierta sonrisa. 